# 斯普林克里克鎮區 (明尼蘇達州貝克縣)
斯普林克里克鎮區（英語：Spring Creek Township）是位於美國明尼蘇達州貝克縣的一個行政鎮區。

## 地方資料
斯普林克里克鎮區的面積為97.70平方千米，當中陸地面積為96.30平方千米，而水域面積為1.40平方千米。根據2020年美國人口普查的數據，當地共有人口103人，而人口密度為每平方千米1.05人。